# Amblyomma longirostre
Amblyomma longirostre (лат.) — вид клещей рода Amblyomma из семейства Ixodidae. Южная Америка: Колумбия, Венесуэла, Французская Гвиана, Бразилия, Парагвай, Боливия, Аргентина (Мisiones) и Тринидад Остров, Панама. Основными хозяевами взрослых стадий развития служат древесные дикобразы рода Coendu. Клещи встречаются иногда и на других видах млекопитающих, включая человека. Незрелые клещи паразитируют на многих птицах, но в первую очередь на представителях воробьиных. Нимфы часто переносятся птицами на далекие расстояния, они были найдены в Мексике и в США, насколько раз в Пенсильвании. Вид был впервые описан в 1844 году немецким энтомологом и арахнологом Карлом Людвигом Кохом (Carl Ludwig Koch, 1788—1857).